# Lízání

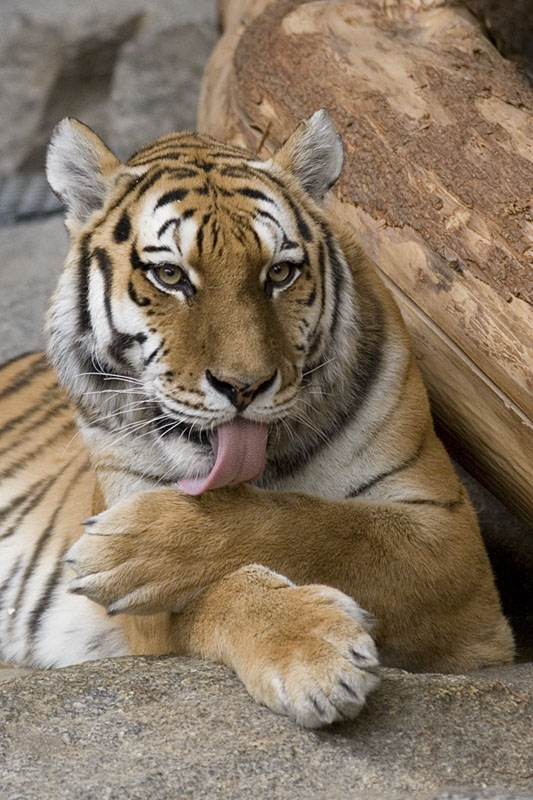
Tygr lízající si packu

Lízání nebo též olizování je proces, při kterém jazyk živočicha přejíždí po povrchu, obvykle za účelem ukládání slin na povrch, sběru tekutiny, potravy nebo minerálů na jazyk k polknutí nebo za účelem komunikace s jinými živočichy. Mnoho živočichů se olizováním čistí či požívá potravu či tekutiny.

## Účely lízání u zvířat

### Péče o srst
Zvířata se běžně čistí lízáním. U savců pomáhá udržovat srst čistou a nerozcuchanou. Jazyky mnoha savců mají drsný horní povrch, který při olizování srsti funguje jako kartáč. Někteří plazi, jako například gekoni, si olizováním čistí oči, protože nemají oční víčka.
Savci obvykle ihned po narození olizují své potomstvo, u mnoha druhů je to nezbytné k uvolnění mláděte z plodového vaku. Olizování nejen čistí a suší srst potomstva, ale také stimuluje jeho dýchání a trávicí procesy.

### Získávání potravy a vody
O kolibřících se často říká, že usrkávají nektar, ale ve skutečnosti ho získávají pomocí svých dlouhých jazyků. Jejich jazyky mají třásně, které pomáhají jak při konzumaci nektaru, tak při chytání drobného hmyzu. Samice kolibříků také po dešti olizují kapky vody z peří svých mláďat, aby neprochladla.
Mnoho zvířat pije pomocí lízání. Zatímco mláďata savců pijí mléko z matčiných struků sáním, typický způsob pití dospělých savců spočívá v opakovaném namáčení jazyka do vody a jeho použití k nabírání vody do úst. Tento způsob pití se částečně spoléhá na vodu ulpívající na povrchu jazyka a částečně na svalovou kontrolu jazyka, která jej formuje do tvaru lžíce. Dobytek, koně a další zvířata olizují kameny, solné lizy nebo jiné předměty, aby získali minerální živiny.

### Čich a chuť
Zvířata také používají jazyk ke zlepšení čichu. Olizováním povrchu nebo natažením jazyka za ústa se molekuly přenášejí přes jazyk k čichovým receptorům v nose a u některých zvířat do Jacobsonova orgánu. U některých savců se jazyk používá k „olizování vzduchu“ během flémování, což usnadňuje přenos feromonů. Podobně hadi používají čich ke sledování své kořisti. Čichají tak, že pomocí rozeklaného jazyka sbírají částice ze vzduchu a poté je předávají Jacobsonovu orgánu. Jazyky udržují neustále v pohybu, odebírají částice ze vzduchu, země a vody, analyzují nalezené chemikálie a určují přítomnost kořisti nebo predátorů v místním prostředí.

### Komunikace
Psi a kočky používají lízání jak k čištění, tak k projevování náklonnosti mezi sebou nebo k lidem, obvykle olizováním obličeje. Mnoho zvířat používá olizování jako signál submisivního nebo smířlivého chování.

### Termoregulace
Některá zvířata se olizují proto, aby se ochladila. Psi a kočky se nepotí jako lidé, avšak sliny uvolněné při lízání poskytují podobný způsob odpařovacího ochlazování. Některá zvířata přenášejí sliny na oblasti těla bez srsti nebo pouze málo osrstěné, aby zvýšila ztrátu tepla. Například klokani si olizují zápěstí a krysy si olizují varlata.

### Páření
Samci savců před pářením často olizují genitálie samic. Postkopulační péče o genitálie se často vyskytuje u samců potkanů a poloopic. Toto chování může zabránit přenosu pohlavních nemocí.

## Lízání u lidí
Na rozdíl od ostatních primátů má lízání u lidí jen malou roli. Lidský jazyk je relativně krátký a neohebný a není dobře uzpůsoben ani k čištění těla, ani k pití. Místo toho se lidé myjí rukama a pijí sáním nebo naléváním tekutiny do úst. Lidé mají na kůži mnohem méně chlupů než většina ostatních savců a velká část těchto chlupů je na místech, kam se ústy nedostanou. Přítomnost potních žláz na celém lidském těle činí olizování jako způsob ochlazování zbytečným.
I když lidé nemohou efektivně pít vodu lízáním, lidský jazyk je zcela dostačující k olizování viskóznějších tekutin. Některé potraviny se prodávají ve formě určené ke konzumaci převážně olizováním, např. zmrzlina a lízátko. Ve většině kultur je olizování prstů během jídla za účelem jejich čištění považováno za nevhodné společenské chování.
Uvádí se, že někteří lidé z kmene Afarů v Etiopii používají jazyk k olizování jiných lidí, aby je očistili od prachu, který se na nich hromadí v oblasti s velmi nízkým obsahem vody.
Lidé používají lízání k řadě dalších účelů. Například olizováním se mohou navlhčit lepivé povrchy známek nebo obálek. Mnoho lidí si olizuje špičku prstu (obvykle ukazováček) pro lepší úchop při otáčení stránky, braní listu papíru z horní části hromady nebo otevírání plastového sáčku. Při šití se konce nití obvykle navlhčí olizováním, aby se vlákna slepila a usnadnilo se tak jejich provlékání uchem jehly. Další praktikou považovanou za společensky nevhodnou je olizování ruky a její používání k úpravě vlasů.
Někdy lidé používají svůj jazyk k sexuálním účelům, jako je např. cunnilingus, anilingus, felace, lízání prsou či nohou a během francouzského polibku, při němž si dva lidé navzájem lízají jazyky.